# Turbinolia stephensoni
Turbinolia stephensoni is een rifkoralensoort uit de familie van de Turbinoliidae. De wetenschappelijke naam van de soort is voor het eerst geldig gepubliceerd in 1959 door Wells.